# János Pálffy
János Pálffy, madžarski feldmaršal, * 20. avgust 1664, Červený Kameň (danes Slovaška), † 24. marec 1751, Bratislava.
Bil je ban Hrvaške med letoma 1704 in 1732.